# Lau Pengulu
Lau Pengulu is een bestuurslaag in het regentschap Karo van de provincie Noord-Sumatra, Indonesië. Lau Pengulu telt 776 inwoners (volkstelling 2010).